# Рањен у борби
Рањен у борби описује борце који су рањени током борбе у зони сукоба током рата, али нису убијени. Типично, то подразумева да су привремено или трајно неспособни да носе оружје или да наставе да се боре. Генерално, рањених у акцији има знатно више него погинулих. Уобичајене борбене повреде укључују опекотине другог и трећег степена, преломе костију, ране од гелера, повреде мозга, повреде кичмене мождине, оштећење нерава, парализу, губитак вида и слуха, посттрауматски стресни поремећај (ПТСП) и губитак удова.

## НАТО дефиниције

### Ранјен у акцији
Борбена жртва, осим погинулог у акцији, која је задобила повреду услед дејства спољашњег агенса или узрока. Термин обухвата све врсте рана и других повреда задобијених у акцији, било да је дошло до пробијања тела, као код продорних или перфорираних рана, или не, као код контузијских рана; све преломе, опекотине, повреде настале експлозијама, све ефекте биолошког и хемијског ратовања, ефекте изложености јонизујућем зрачењу или било ког другог деструктивног оружја или агенса.

### Преминуо од рана задобијених у акцији
Борбена жртва која је касније преминула од рана или других повреда задобијених у акцији, након што је стигла до здравствене установе на лечење. У Сједињеним Америчким Државама користи се акроним DOW (Died of Wounds), док НАТО користи ознаку DWRIA (Died of Wounds Received in Action).